# Eddie Gómez
Edgar "Eddie" Gómez est un contrebassiste de jazz, né à Santurce sur l'île de Porto Rico le 4 octobre 1944. Il a été, notamment, le contrebassiste du trio du pianiste Bill Evans de 1966 à 1977.

## Biographie
Eddie Gómez naît à Porto Rico en 1944. Sa famille émigre aux États-Unis. Il commence à apprendre la contrebasse à 11 ans dans une école publique à New York. À 13 ans, il entre à la New York City High School of Music and Art. Parallèlement, il prend des cours privés avec le contrebassiste Fred Zimmerman.
Il commence à se produire avec des « orchestres de danse » professionnels. De 1959 à 1961, il est membre du "Newport Youth Band", orchestre conduit alors par Marshall Brown. À la même époque, il a l'occasion de se produire avec Buck Clayton, Marian McPartland et Paul Bley.
De 1961 à 1963, il poursuit ses études à la Juilliard School. Dans cet établissement, on trouve parmi ses condisciples Chick Corea, Hubert Laws, James Levine, Itzhak Perlman… À la sortie de la Juilliard School, il intègre l'orchestre du vibraphoniste Gary McFarland puis, peu de temps après, le quintet du saxophoniste Gerry Mulligan. Un des rêves de Gómez est de jouer avec le pianiste Bill Evans. Au printemps 1966, le quintet de Mulligan et le trio de Bill Evans se produisent conjointement au Village Vanguard de New York. Evans, très impressionné, l'engage quelques semaines après.
Gómez devient, pour 11 ans, le contrebassiste du trio d'Evans. Le groupe se produit aux États-Unis, en Europe, en Asie et en Amérique du Sud. Ils enregistrent une douzaine d'albums. Deux des enregistrements du trio remportent des Grammy Awards.
En parallèle à sa participation au trio « régulier » du pianiste, Gómez enregistre comme sideman avec de nombreux autres jazzmen : Lee Konitz, Tim Hardin, Jack DeJohnette, Randy Brecker, Jeremy Steig, Jay McShann, Hugh Masekela, Bob Moses, Chick Corea, Richie Havens, Tim Hardin… Il réalise un autre de ses rêves en se produisant aussi pour quelques rares occasions avec Miles Davis aux côtés de Wayne Shorter, Herbie Hancock et Tony Williams.
En 1977, Eddie quitte le trio d'Evans pour se lancer dans une carrière de musicien free lance. On peut l'entendre, sur disques ou en concert, auprès de Chick Corea, Michael Brecker, Ralph Towner, Mick Goodrick, John Scofield, Bob James, Dave Liebman, Charles Mingus, Dizzy Gillespie, Freddie Hubbard, George Benson, McCoy Tyner, Hank Jones, Steve Gadd, Billy Hart, Nancy Wilson, Eliane Elias, Tania Maria, Ray Barretto, Michel Petrucciani, Alex Riel, Ben Sidran, Phil Markowitz, Warren Bernhardt…
Il est, dans les années 80-90, « membre régulier », aux côtés de Mike Mainieri et Michael Brecker du groupe Steps Ahead. En 1992, il est le contrebassiste de l'éphémère Manhattan Jazz Quintet.
Il participe aussi à quelques enregistrements de musique classique avec le clarinettiste Richard Stoltzman, la percussionniste Mika Yoshida, le Kronos Quartet et le Tashi Ensemble.
Dans le domaine de la musique de variétés, de la pop ou du rock, il accompagne Bobby Darin, Tim Hardin, Carly Simon, Art Garfunkel, Mark Knopfler, Michael Franks, Judy Collins, Jennifer Holliday…
Il enregistre aussi sous son propre nom plusieurs albums : Down Stretch (1976), Gomez (1984), Discovery (1985), Mezgo (1985), Power Play (1990), Live in Moscow (1992), Next Future (1992), Dedication (1998), Uptown Music (1998), Jazz Fiddler On The Roof (1998, coleader Mark Kramer), live in Japan (2004) What's New at F (2004, coleader Jeremy Steig, Art of the Heart (2006, coleader Mark Kramer), Both Sides Now (2006, coleader Carli Munoz), Jazz For Dining (2006), An Evening With Eddie Gomez (2006, DVD), Palermo (2007), Street Smart (2008), Beautiful Love : The NYC Sessions (2008), Duets (2009, coleader Carlos Franzetti.
Depuis 1992, Eddie Gómez se produit avec son propre groupe où l'on a pu entendre, entre autres, Stefan Karlsson, Jimmy Cobb.
En parallèle à ses activités d'instrumentiste, Gómez a mené une carrière d'enseignant. Il a été professeur de contrebasse pendant des années à l'Oberlin Conservatory of Music. Il a aussi donné des cours à l'université Stanford, l'université de North Texas, la Georgia State University, la Jacksonville University, et la Berklee College of Music. En France, il a animé des master classes avec le pédagogue Robert Kaddouch. Depuis 2005, il est directeur artistique du Conservatoire de musique de Porto Rico.